# 福音記者聖ヨハネと聖フランチェスコ
『福音記者聖ヨハネと聖フランチェスコ』(ふくいんきしゃせいヨハネとせいフランチェスコ、伊: Santi Giovanni Evangelista e Francesco、英: Saint John the Evangelist and Saint Francis)は、ギリシャ・クレタ島出身のスペインの巨匠エル・グレコが1600年ごろ、キャンバス上に油彩で制作した絵画である。中央の岩の上に「Dominicos Théotokopulos epoiese」という画家の署名が記されている。作品は1976年に購入されて以来、フィレンツェのウフィツィ美術館に所蔵されている。

## 作品
本作に描かれているのは、使徒ヨハネとアッシジのフランチェスコである。裸足で立っている2人は、鉛色の雲に満たされた空を背景に前景に大きく浮かび上がっている。

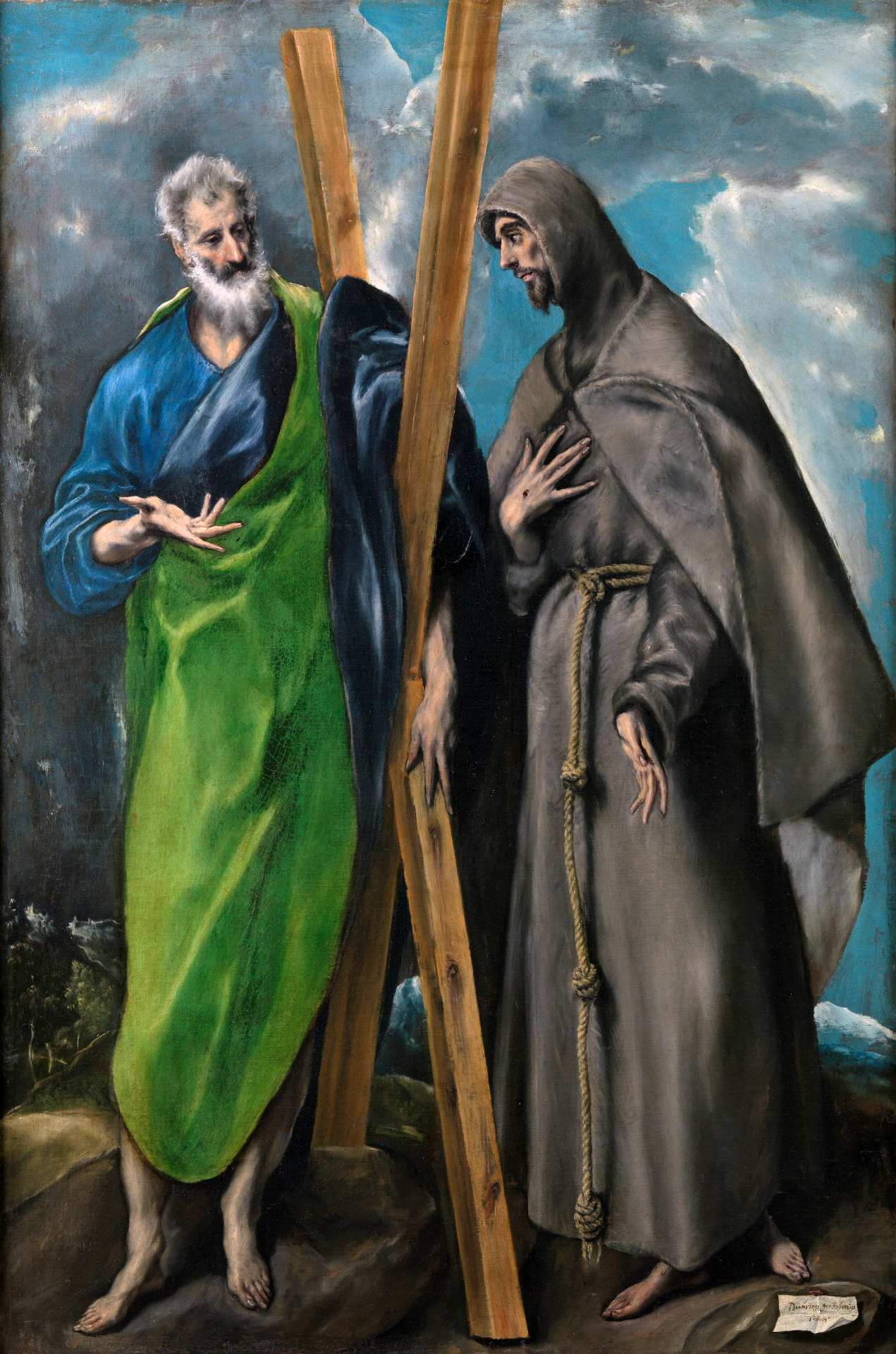
エル・グレコ『聖アンデレと聖フランチェスコ』 (1595-1598年)、プラド美術館、マドリード

右側に描かれている聖フランチェスコは、1181年にイタリアのアッシジで生まれた。父親は裕福な毛織物商であったと言われているが、財産の相続を放棄し、世俗を離れ、修道士として奉仕・布教活動に入った。フランチェスコは彼の思想に共鳴した同志たちと合流し、フランシスコ会を創設した後、これがローマ教皇ホノリウス3世に承認される。1224年にはヴェルナの山で聖痕を受ける奇跡を経験し、身体にイエス・キリストと同じ傷を持った。フランシスコ会の修道服である暗褐色の粗衣と腰紐が聖フランチェスコのアトリビュート (人物を特定する事物) である。
左側には聖ヨハネがおり、その左隣には彼のアトリビュートである鷲の姿が見える。聖ヨハネは金色の杯を持っており、そこから羽のある竜が出てきている。これは、ヤコブス・デ・ウォラギネの『黄金伝説 (聖人伝)』に関連する稀な図像である。その逸話によれば、エフェソスのディアーナ神殿の司祭が、聖ヨハネにキリスト教信仰の力を示すために杯に入った毒を飲むように求めた。毒の効果を示すために、司祭が2人の囚人に先に飲ませたところ、彼らはその場で死んでしまった。聖ヨハネは毒をものともしなかっただけでなく、死んだ2人の囚人をも生き返らせた
。
聖ヨハネの杯と竜の描写は教会と悪魔の対立の象徴となったが、この主題は、当時プロテスタントの異端と戦うことに熱心であったカトリックの対抗宗教改革にとってとりわけ重要なものであった。本作を含めエル・グレコの円熟期の作品は、当時のスペインの非常に宗教的な環境に影響される傾向が強まっていた。本作は、鑑賞者に強い精神的動揺を引き起こすべく意図された劇的な雰囲気で満たされている。
なお、エル・グレコは、本作と類似した構図で『聖アンデレと聖フランチェスコ』 (プラド美術館、マドリード) も描いている。

## 来歴
本作は元来、スペインのスエカ公爵家がボアディーリャ・デル・モンテに所蔵していたものである。1904年にルスポーリ家のスペインの家系ルスポーリ・イ・ゴドイ (Ruspoli y Godoy) 家に相続された。この家系は、1821年に第2代スエカ公爵夫人カルロタ・デ・ゴドイが第3代チェルヴェテーリ王子フランチェスコ・ルスポーリの息子カミッロ・ルスポーリ (Camillo Ruspoli) と結婚したことにより生まれた。本作は、最初にマヌエル・バロトロメ・コッシーオ (Manuel Bartolomé Cossío) により彼の『エル・グレコ全集』で論じられた。さらに、ハロルド・エドウィン・ウェゼイが1962年に刊行した2巻のエル・グレコのカタログ・レゾネでふたたび採りあげられている。1975年に作品は新しい金メッキをした額縁に入れられ、ウフィツィ美術館に寄贈された。